# Theix-Noyalo
Theix-Noyalo [tɛks nwajalo] est, depuis le 1er janvier 2016, une commune nouvelle française, située dans le Morbihan en Bretagne. Elle est issue du regroupement des communes de Theix et Noyalo.

## Toponymie
Le nom de la commune nouvelle consiste en la juxtaposition des noms des communes historiques de son ressort : Theix et Noyalo. La commune se nomme en breton Teiz-Noaloù.

## Géographie
Theix-Noyalo fait partie du parc naturel régional du golfe du Morbihan.

### Communes limitrophes
Theix-Noyalo est délimitée par les communes suivantes et le golfe du Morbihan :

### Hydrographie
Pour un article plus général, voir Réseau hydrographique du Morbihan.
La commune est située dans le bassin Loire-Bretagne. Elle est drainée par le ruisseau de liziec, le ruisseau du Plessis, la Bizolle, le Kerandrun, le Pont Bugat, le ruisseau de Talhouët, le Clérigo, le Gorvello, le Govello, le ruisseau de Kerbiscon, le ruisseau de Pessun, l'Étang de Bonnervo et divers autres petits cours d'eau,.
Le ruisseau de Liziec, d'une longueur de 21 km, prend sa source dans la commune de Elven et se jette  dans le golfe du Morbihan sur la commune, après avoir traversé huit communes. 
Le Plessis, d'une longueur de 17 km, prend sa source dans la commune de Sulniac et se jette  dans le ruisseau de Liziec  sur la commune. 

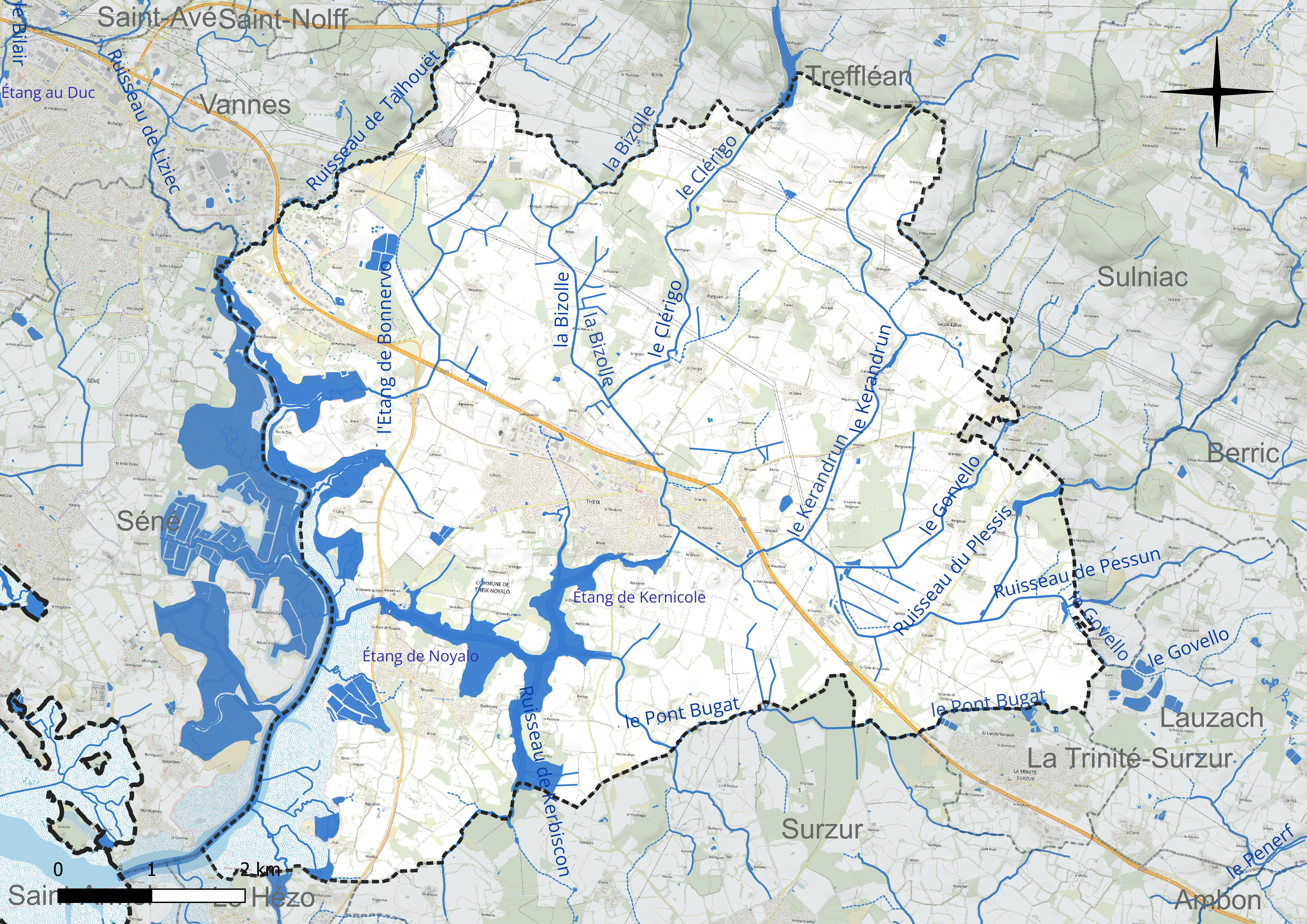
Réseau hydrographique de Theix-Noyalo.

Deux plans d'eau complètent le réseau hydrographique : l'étang de Kernicole (42,62 ha) et l'étang de Noyalo, d'une superficie totale de 82,5 ha (80,69 ha sur la commune),.

### Climat
Le climat qui caractérise la commune est qualifié, en 2010, de « climat océanique franc », selon la typologie des climats de la France qui compte alors huit grands types de climats en métropole. En 2020, la commune ressort du type « climat océanique » dans la classification établie par Météo-France, qui ne compte désormais, en première approche, que cinq grands types de climats en métropole. Ce type de climat se traduit par des températures douces et une pluviométrie relativement abondante (en liaison avec les perturbations venant de l'Atlantique), répartie tout au long de l'année avec un léger maximum d'octobre à février.
Les paramètres climatiques qui ont permis d’établir la typologie de 2010 comportent six variables pour les températures et huit pour les précipitations, dont les valeurs correspondent à la normale 1971-2000. Les sept principales variables caractérisant la commune sont présentées dans l'encadré ci-après.
| Paramètres climatiques communaux sur la période 1971-2000 - Moyenne annuelle de température : 12 °C - Nombre de jours avec une température inférieure à −5 °C : 0,9 j - Nombre de jours avec une température supérieure à 30 °C : 1,7 j - Amplitude thermique annuelle : 11,9 °C - Cumuls annuels de précipitation : 818 mm - Nombre de jours de précipitation en janvier : 12,7 j - Nombre de jours de précipitation en juillet : 6,3 j |

Avec le changement climatique, ces variables ont évolué. Une étude réalisée en 2014 par la Direction générale de l'Énergie et du Climat complétée par des études régionales prévoit en effet que la  température moyenne devrait croître et la pluviométrie moyenne baisser, avec toutefois de fortes variations régionales. La station météorologique de Météo-France installée sur la commune et en service de 1995 à 2017 permet de connaître l'évolution des indicateurs météorologiques. Le tableau détaillé pour la période 1981-2010 est présenté ci-après.
| Mois                                  | jan.             | fév.            | mars          | avril         | mai           | juin          | jui.          | août          | sep.          | oct.          | nov.          | déc.          | année      |
| ------------------------------------- | ---------------- | --------------- | ------------- | ------------- | ------------- | ------------- | ------------- | ------------- | ------------- | ------------- | ------------- | ------------- | ---------- |
| Température minimale moyenne (°C)     | 3,2              | 3,2             | 4,6           | 6             | 9,4           | 11,8          | 13,1          | 13,1          | 11,2          | 9,4           | 5,5           | 2,9           | 7,8        |
| Température moyenne (°C)              | 6,3              | 7               | 8,9           | 10,9          | 14,2          | 17,3          | 18,7          | 18,8          | 16,8          | 13,4          | 9,2           | 6,2           | 12,3       |
| Température maximale moyenne (°C)     | 9,3              | 10,7            | 13,2          | 15,8          | 19            | 22,7          | 24,3          | 24,5          | 22,3          | 17,4          | 12,9          | 9,4           | 16,8       |
| Record de froid (°C) date du record   | −10,8 02.01.1997 | −7,4 04.02.12   | −8 01.03.05   | −3,9 07.04.08 | −1,4 01.05.16 | 3,1 01.06.15  | 4,9 12.07.00  | 5,1 29.08.09  | 1,6 29.09.07  | −1,4 29.10.03 | −5,7 29.11.10 | −8,8 02.12.10 | −10,8 1997 |
| Record de chaleur (°C) date du record | 19,4 27.01.03    | 19,8 14.02.1998 | 23,6 19.03.05 | 27,4 07.04.11 | 30,6 25.05.12 | 36,8 23.06.05 | 38,1 18.07.06 | 39,6 09.08.03 | 32,7 03.09.05 | 28,5 01.10.11 | 20,4 01.11.15 | 15,7 19.12.15 | 39,6 2003  |
| Précipitations (mm)                   | 90,9             | 73,4            | 69,8          | 74,2          | 65,5          | 40            | 59,5          | 52            | 58,9          | 94,6          | 107,5         | 107,4         | 893,7      |

## Urbanisme

### Typologie
Au 1er janvier 2024, Theix-Noyalo est catégorisée bourg rural, selon la nouvelle grille communale de densité à sept niveaux définie par l'Insee en 2022.
Elle appartient à l'unité urbaine de Theix-Noyalo, une unité urbaine monocommunale constituant une ville isolée,. Par ailleurs la commune fait partie de l'aire d'attraction de Vannes, dont elle est une commune de la couronne,. Cette aire, qui regroupe 47 communes, est catégorisée dans les aires de 50 000 à moins de 200 000 habitants,.
La commune, bordée par l'océan Atlantique, est également une commune littorale au sens de la loi du 3 janvier 1986, dite loi littoral. Des dispositions spécifiques d’urbanisme s’y appliquent dès lors afin de préserver les espaces naturels, les sites, les paysages et l’équilibre écologique du littoral, tel le principe d'inconstructibilité, en dehors des espaces urbanisés, sur la bande littorale des 100 mètres, ou plus si le plan local d’urbanisme le prévoit.

### Occupation des sols

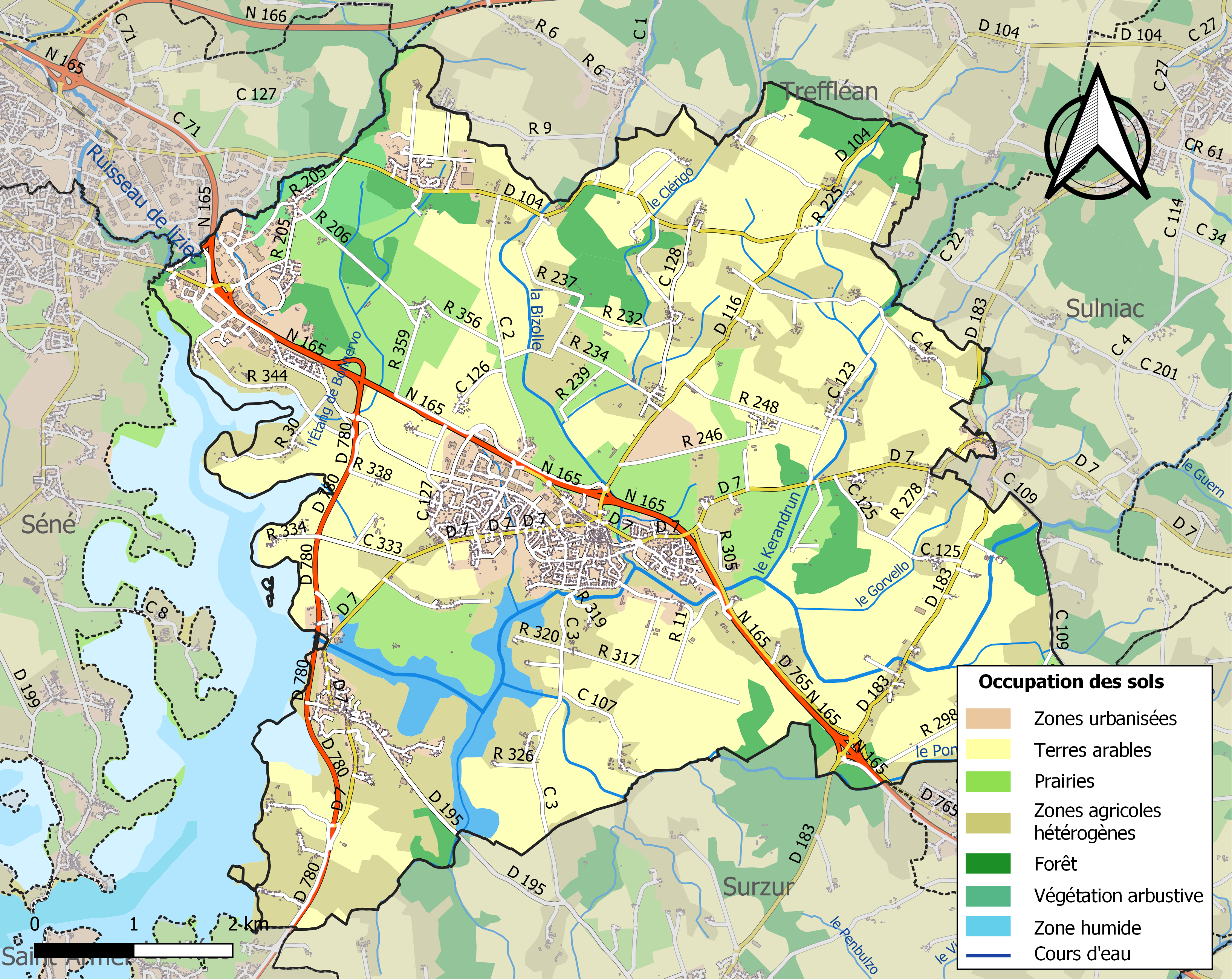
Carte des infrastructures et de l'occupation des sols de la commune en 2018 (CLC).

Le tableau ci-dessous présente l'occupation des sols de la commune en 2018, telle qu'elle ressort de la base de données européenne d’occupation biophysique des sols Corine Land Cover (CLC).
| Type d’occupation                                                                   | Pourcentage | Superficie (en hectares) |
| ----------------------------------------------------------------------------------- | ----------- | ------------------------ |
| Tissu urbain discontinu                                                             | 5,7 %       | 289                      |
| Zones industrielles ou commerciales et installations publiques                      | 3,9 %       | 200                      |
| Extraction de matériaux                                                             | 0,5 %       | 26                       |
| Équipements sportifs et de loisirs                                                  | 0,5 %       | 26                       |
| Terres arables hors périmètres d'irrigation                                         | 41,8 %      | 2123                     |
| Prairies et autres surfaces toujours en herbe                                       | 10,0 %      | 612                      |
| Systèmes culturaux et parcellaires complexes                                        | 22,9 %      | 1164                     |
| Surfaces essentiellement agricoles interrompues par des espaces naturels importants | 1,4 %       | 71                       |
| Forêts de feuillus                                                                  | 1,4 %       | 72                       |
| Forêts de conifères                                                                 | 3,8 %       | 191                      |
| Forêts mélangées                                                                    | 1,8 %       | 93                       |
| Landes et broussailles                                                              | 1,3 %       | 68                       |
| Marais maritimes                                                                    | 0,4 %       | 21                       |
| Zones intertidales                                                                  | 0,03 %      | 1,5                      |
| Plans d'eau                                                                         | 2,5 %       | 126                      |
| Source : Corine Land Cover                                                          |             |                          |

### Quartiers, lieux-dits et écarts
Le Pérenno est un lieu-dit situé à la limite de l'ancienne commune de Theix et de Vannes. Ce lieu-dit est aménagé d'un stade, structure qui sert de centre d’entraînement du Vannes Olympique Club. Le site sportif abrite les locaux du siège du club, une salle de musculation et de massage, plusieurs terrains d'entraînement et des vestiaires,. Au Pérenno se trouve également un site de production maraîchère bio, créé par la ville de Vannes,.

## Histoire
La commune est créée le 1er janvier 2016 par la fusion de deux communes, sous le régime juridique des communes nouvelles instauré par la loi no 2010-1563 du 16 décembre 2010 de réforme des collectivités territoriales par l'arrêté du 5 novembre 2015, seul Noyalo devient commune déléguée de la commune nouvelle.

## Politique et administration

### Liste des maires
Jusqu'aux élections municipales de 2020, le conseil municipal élisant le maire était composé des conseillers des deux anciennes communes.
| Période        | Période                       | Identité          | Étiquette | Qualité |
| -------------- | ----------------------------- | ----------------- | --------- | --- |
| 4 janvier 2016 | 3 juillet 2020                | Yves Questel      | DVD       | Agriculteur 1er vice-président de Vannes agglo (2014 → 2016) 1er vice-président de Golfe du Morbihan - Vannes Agglomération (2017 → 2020) Ancien maire de Theix (2008 → 2015) |
| 3 juillet 2020 | En cours (au 11 janvier 2021) | Christian Sébille | DVD       | Professeur de lycée professionnel 15e vice-président de Golfe du Morbihan - Vannes Agglomération (2020 → ) Réélu en janvier 2021                                              |

## Population et société

### Démographie
| Nom           | Code Insee | Intercommunalité | Superficie (km2) | Population (dernière pop. légale) | Densité (hab./km2) |
| ------------- | ---------- | ---------------- | ---------------- | --------------------------------- | ------------------ |
| Theix (siège) | 56251      | CA Vannes Agglo  | 47,13            | 6 946 (2013)                      | 147                |
| Noyalo        | 56150      | CA Vannes Agglo  | 4,93             | 780 (2013)                        | 158                |

### Langue bretonne
À la rentrée 2016, 197 élèves étaient scolarisés dans la filière bilingue (soit 18,7 % des enfants de la commune inscrits dans le primaire).

### Lieux et monuments
La commune compte plusieurs monuments protégés au titre des monuments historiques ou inscrit à l'inventaire général du patrimoine culturel :
- la chapelle de Brangolo, inscrite à l'inventaire général du patrimoine culturel en 1925 ;
- l a chapelle Notre-Dame-la-Blanche de Theix, inscrite à l'inventaire général du patrimoine culturel en 1925 ;
- le château du Plessis-Josso, inscrit en 1929 et 2001, classé aux monuments historiques en 1981 ;
- le château de Salarün date des XVe et XVIe siècles, il est inscrit à l'inventaire général du patrimoine culturel[41] ;
- le château de Since date du XVe siècle, il est inscrit à l'inventaire général du patrimoine culturel[42] ;
- le manoir de Bonervaud date des XVe et XVIe siècles, il est inscrit à l'inventaire général du patrimoine culturel[43] ;
- le manoir du Granil  date des XVe et XVIIe siècles, il est inscrit à l'inventaire général du patrimoine culturel[44] ;
- le manoir de Kerandrun, inscrit à l'inventaire général du patrimoine culturel[45] ;
- le manoir de Kergo date du XVIe siècle, il est inscrit à l'inventaire général du patrimoine culturel[46] ;
- le manoir de Kersapé date du XVIe siècle, il est inscrit à l'inventaire général du patrimoine culturel en 1971[47] ;
- le manoir du Pérenno date du XVIe siècle, il est inscrit à l'inventaire général du patrimoine culturel[48] ;
- le manoir Saint-André date des XVIe et XVIIe siècles, il est inscrit à l'inventaire général du patrimoine culturel[49].

## Personnalités liées à la commune
Du fait de l’activité de l’industrie chimique de la région, la ville a connu un important contingent issu de l’ENSCL et de la FAC de Lille, participant ainsi a la fusion des segments culturelles bretons, Lillois et Roubaisiens.[réf. souhaitée][non pertinent]